# Philipp Lorenz Geiger

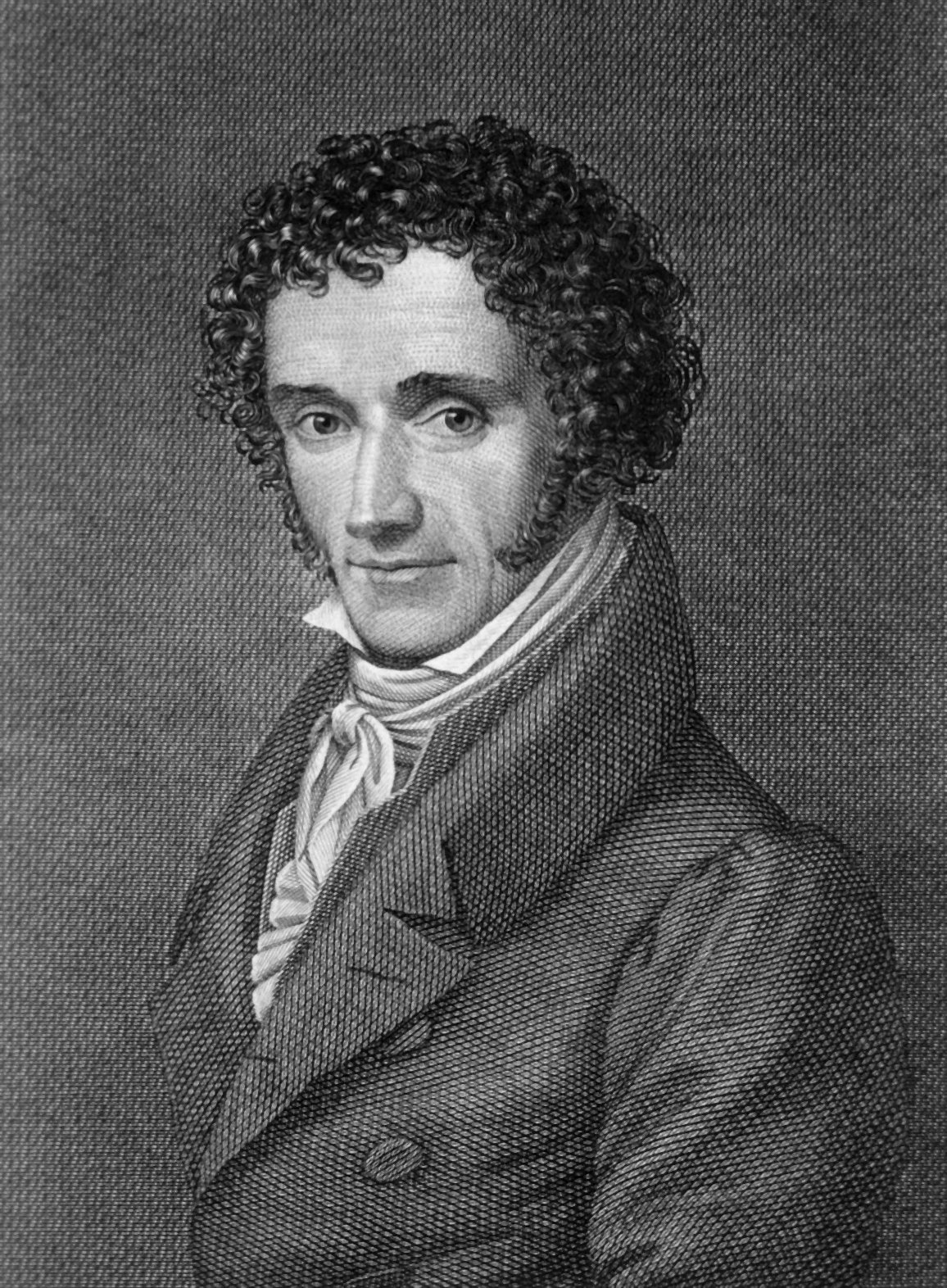
Philipp Lorenz Geiger

Philipp Lorenz Geiger (* 29. August 1785 in Freinsheim; † 19. Januar 1836 in Heidelberg) war ein deutscher Chemiker und Pharmazeut. Er wirkte von 1824 bis zu seinem Tod als Professor an der Universität Heidelberg und gilt als Entdecker mehrerer pflanzlicher Alkaloide. Sein botanisches Autorenkürzel lautet Geiger.

## Leben
Philipp Lorenz Geiger wurde 1785 in Freinsheim als Sohn eines Pfarrers geboren und absolvierte ab dem Alter von 14 Jahren eine Apothekerlehre in Adelsheim und Heidelberg. In der Folgezeit wirkte er unter anderem in Karlsruhe, wo er 1807 das pharmazeutische Examen abschloss, sowie in Rastatt und Lörrach als Apotheker. Nachdem er bereits in Lörrach eine eigene Apotheke besessen hatte, war er von 1814 bis 1821 Inhaber der Heidelberger Universitätsapotheke, in der er ab 1816 Privatunterricht in Botanik, Pharmakognosie und pharmazeutischer Chemie gab.
Nach Studien in Basel, Karlsruhe und Heidelberg, die er 1817 mit der Promotion zum Dr. phil. et med. abschloss, wirkte er nach seiner 1818 erlangten Habilitation als Dozent und von 1824 bis zu seinem Tod als außerordentlicher Professor für Chemie und Pharmazie an der Universität Heidelberg. Die Ernennung erfolgte dabei gegen den Willen von Leopold Gmelin, der in Heidelberg die ordentliche Professur für Chemie innehatte.
Philipp Lorenz Geiger war ab 1811 in erster sowie nach dem Tod seiner Frau ab 1826 in zweiter Ehe verheiratet, und aus seiner zweiten Ehe Vater von zwei Söhnen und vier Töchtern. Er starb 1836 in Heidelberg. Eine seiner Töchter heiratet den Chemiker Karl Ludwig Reimann.

## Wirken und Auszeichnungen

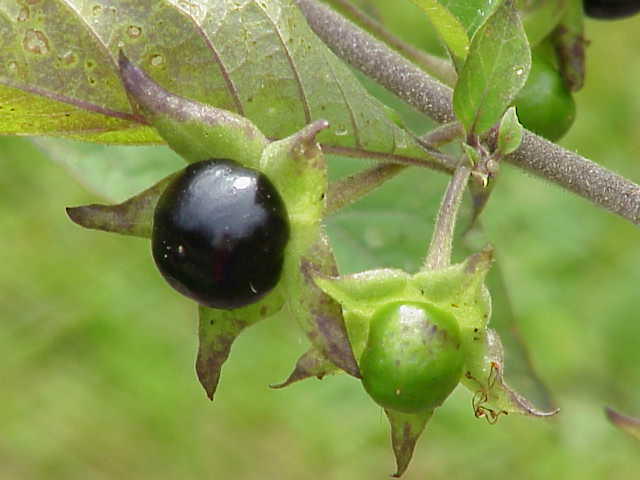
Aus den giftigen schwarzen Beeren der Schwarzen Tollkirsche (Atropa belladonna) gewann Philipp Lorenz Geiger Atropin.

Philipp Lorenz Geiger widmete sich neben vielen anderen Bereichen der Pharmazie insbesondere phytochemischen Analysen und gilt als Entdecker des Coniins (1831) sowie gemeinsam mit Ludwig Hesse als Mitentdecker des Atropins, des Colchicins, des Hyoscyamins und des Aconitins.
Sein wichtigstes Werk war das 1824 erstmals erschienene und mehrfach neu aufgelegte „Handbuch der Pharmacie“, das nach seinem Tod durch Justus von Liebig, Theodor Friedrich Ludwig Nees von Esenbeck, Ludwig Clamor Marquart und Johann Heinrich Dierbach (1788–1845) neu bearbeitet und herausgegeben wurde.
Ebenfalls 1824 übernahm er die Redaktion des „Magazin für Pharmacie und die dahin einschlagenden Wissenschaften“, das ab 1832 als Beilage „Magazin für Pharmacie und Experimentalkritik“ in den „Annalen der Pharmacie“ von Justus von Liebig enthalten war. Unvollendet blieb seine 1835 begonnene Arbeit an einem Arzneibuch unter dem Titel „Pharmacopoea universalis“, das von Karl Friedrich Mohr weitergeführt wurde.
Die Universität Marburg verlieh ihm 1828 einen Ehrendoktortitel.

## Werke (Auswahl)
- Handbuch der Pharmazie. Zwei Bände. Heidelberg 1824 (Neuauflagen 1827 und 1832)
  - Erster Band, welcher die practische Pharmacie und deren Hülfswissenschaften enthält. Zweite Auflage. Osswald, Heidelberg 1827 (Digitalisierte Ausgabe der Universitäts- und Landesbibliothek Düsseldorf)
- Handbuch der Pharmacie. Zwei Bände. Heidelberg, 2. Aufl. / neu bearb. von Th. Fr. L. Nees von Esenbeck; Joh. Heinrich Dierbach und Clamor Marquart, 1837–1843. 
  - Zweiter Band, Welcher die pharmaceutische Mineralogie, Botanik und Zoologie enthält. Heidelberg 1838 (Digitalisierte Ausgabe der Universitäts- und Landesbibliothek Düsseldorf)
- Ueber Pharmacopoeen überhaupt und die neu zu bearbeitende Pharmacopoea Badensis insbesondere: Eine Rede, gehalten am 21. September 1835 in der öffentlichen Sitzung deutscher Naturforscher und Ärzte zu Bonn. Heidelberg 1835. (Digitalisierte Ausgabe der Universitäts- und Landesbibliothek Düsseldorf)
- Pharmacopoea universalis. Begonnen 1835, unvollendet

## Weiterführende Veröffentlichungen
- Ulrike Thomas: Die Pharmazie im Spannungsfeld der Neuorientierung: Philipp Lorenz Geiger (1785–1836). Leben, Werk und Wirken. Reihe: Quellen und Studien zur Geschichte der Pharmazie. Band 36. Deutscher Apotheker-Verlag, Stuttgart 1985, ISBN 3-76-920901-X